# Ancienne église Saint-Martin de Cosne-d'Allier
L'ancienne église Saint-Martin de Cosne-d'Allier était un édifice de style roman situé à Cosne-d'Allier (Allier), dans le bocage bourbonnais. Elle fut détruite en 1902 et 1903 pour être remplacée par un édifice néo-gothique dû à l'architecte Mitton.

## Histoire
L'édifice faisait au Moyen Âge partie intégrante d'un prieuré de Templiers, déjà installés à Sauvagny et Le Vilhain. Celui-ci était entouré d'eau par des fossés et le franchissement du pont pour y accéder était payant.

## Architecture
L'église comprenait à l'est un chevet composé d'une abside centrale semi-circulaire et encadrée par deux absidioles. Il était fortifié et recouvert de tuiles creuses. Un portail polylobé ou festonné s'ouvrait dans le mur sud. Cela peut indiquer que Cosne était au Moyen Âge situé sur les chemins de Saint-Jacques-de-Compostelle. On le retrouve notamment dans la région à Urçay, Le Vilhain, Bizeneuille, Deneuille-les-Mines, Malicorne, Colombier, Menat, Charroux, ou encore à Saint-Hilaire-la-Croix, Saint-Loup, Marigny et Saint-Bonnet-de-Four. 
Le clocher, qui s'élevait au-dessus du chœur, présentait des baies jumelées que l'on retrouve dans beaucoup d'églises du Bourbonnais. Une flèche en bois le surmontait.